# التهاب فم نيكوتيني
التهاب الفم النيكوتيني يظهر على شكل بقع بيضاء واسعة الانتشار على الحنك الصلب وعادة ما تكون بسبب التدخين بالاخص تدخين الغليون والسيجار، عادة لا يسبب الألم ويحدث كاستجابة للانسجة الحنكية نتيجة التعرض المزمن للحرارة. تظهر هذه الأعراض بصورة أشد عند الأشخاص الذين يمارسون التدخين العكسي، عندها يمكن أن يطلق على هذا المرض اسم تقران المدخنين العكسيين ويكون هذا النوع مختلفا عن النوع الناتج من التعرض للحرارة بانه محتمل الخباثة؛ أي انه يمكن أن يتطور إلى سرطان الفم.

## الاعراض والعلامات
يمكن أن يظهر الحنك بلون ابيض أو رمادي وتظهر عليه عدة عقد وحطاطات مرتفعة وفيها نقط حمراء في وسطها، تمثل هذه النقاط قنوات غدد لعابية صغيرة أصيب بالالتهاب نتيحة التعرض للحرارة، وهذه الأعراض غير مؤلمة.
في حال استخدام طقم اسنان ووضعه أثناء التدخين فان الغشاء المخاطي تحت الطقم سيكون خالي من الأعراض سالفة الذكر، في الحالات المتقدمة يكون النسيج المخاطي متشققا ويظهر بشكل شبيه «بقاع البحيرة الجافة»،  يمكن ملاحظة تغييرات أخرى مصاحبة للتدخين على المريض مثل تصبغ الاسنان بسبب القطران والمواد الأخرى الموجودة في التبغ. .

## الأسباب
يعتقد أن سبب التهاب الفم النيكوتيني هو التقران  الناتج بسبب الحرارة أو المواد الكيميائية الموجودة في التبغ والتعرض المزمن للحرارة حيث يشكلان عوامل مهيجة لهذا الالتهاب. . ان تدخين الغليون هو أكثر أنواع التدخين إنتاجا للحرارة المؤثرة على الحنك، كذلك يمكن أن ينتج هذا الالتهاب من تناول المشروبات الساخنة جدا على المدى البعيد.
ترتبط حدة الأعراض بشكل رئيسي بمعدل تكرار العادات المسببة لحدوثه، انتشار هذا المرض يختلف باختلاف انتشار التدخين بأنواعه المختلفة وتناول المشروبات الساخنة من مجتمع إلى آخر.
هناك تقران من نوع آخر أعراضه أكثر شدة ينتج من التدخين العكسي وهو نوع من أنواع التدخين حيث يوضع الجزء المشتعل من السيجارة في الفم مما يولد حرارة عالية جدا في الفم، هذا النوع من التقران يسمى أحيانا بتقران المدخنين العكسيين وهو آفة محتملة الخباثة حيث أنه مرتبط بزيادة احتمالية الإصابة بسرطان الخلايا الحرشفية الفموي.
بعض المراجع لا تفرق بين تقران المدخنين العكسيين والتهاب الفم النيكوتيني الناتج من التعرض للحرارة؛ ولهذا فان هذه المراجع تعد التهاب الفم النيكوتيني محتمل الخباثة)التسرطن) أيضا وقد أظهرت بعض التقارير أن التهاب الفم النيكوتيني مرتبط أيضا بزيادة احتمالية الإصابة بسرطانات الرئة واللوزتين.

## التشخيص
يعتمد التشخيص عادة على العلامات الاكلينيكية وتاريخ المريض. لا يتم أخذ خزعة الا في حال وجود مناطق متقرحة أو مناطق تنسج احمر (بقع حمراء)،  يكون التشخيص التفريقي مع مسببات أخرى للآفات البيضاء أو الطلوان من هذه الأمراض (مرض دارير)،  ذاب الفقرات الحمامي، حزاز مسطح، وداء المُبْيَضَات الفموي. في حال أخذ خزعة فان الباثولوجيا النسيجية لقنوات الغدد اللعابية ستكون من نوع التقران الزائد والشواك، يمكن أن يحدث حؤول حرشفي لقنوات الغدد اللعابية ما يظهر على شكل حطاطات إذا كان هناك فرط في التنسج في القنوات، ويمكن أن تتواجد عَدِلات في القنوات  كما يظهر بمظهر متشقق بسبب فرط إنتاج الكيراتين في الخلايا وفي حالات نادرة يمكن أن يكون هناك خلل في التنسج.

## العلاج
في حال كان المرض ناتجا من التعرض للحرارة فان الآفة ستزول تماما بعد عدة اسابيع من الانقطاع عن التدخين حتى لو كان هذا الشخص يعاني من هذه الحالة لعقود، لكن في حال عدم الإقلاع عن التدخين فان تراجع الآفة بشكل تلقائي غير محتمل، وإذا استمر وجود الافة حتى بعد ترك التدخين يكون الشخص مصابا بالطلوان وليس بتقران ناتج عن الحرارة العالية، في هذه الحالة يمكن أخذ خزعة لتأكيد التشخيص، وبما أن هذه الحالة تنتج عادة عند المدخنين بشراهة لفترات طويلة فان هذا يستدعي بالعادة إجراء فحوصات دورية  للكشف عن السرطانات التي تصاحب التدخين مثل سرطانات الرئة.

## الوبائيات
ان هذا المرض نادر وعادة ما يظهر عند الذكور المتقدمين في السن ممن يمارسون تدخين الغليون بشره ولكن يمكن أن يظهر أيضا في حال تدخين السجائر والسيجار.
كان هذا المرض أكثر شيوعا فيما مضى ولكنه أصبح أقل انتشارا مع انحسار ظاهرة تدخين الغليون والسيجار.

## ترجمة المصطلحات من الإنجليزية
| العربية                | الإنجليزية                   |
| ---------------------- | ---------------------------- |
| تقران أبيض             | Leukokeratosis               |
| حنك صلب                | Hardpalate                   |
| تقران                  | Keratosis                    |
| حطاطة                  | Papules                      |
| عقيدة                  | Nodules                      |
| آفة[ ؟ ]               | Lesion                       |
| سرطان فم حرشفي الخلايا | Oral squamous cell carcinoma |
| تنسج احمر              | Erythroplakia                |
| تشخيص تفريقي           | Differential diagnosis       |
| طلوان                  | Leukoplakia                  |
| ذاب الفقرات الحمامي    | Discoid lupus erythromatosus |
| داء المبيضات           | candidiasis                  |
| حزاز مسطح              | lichen planus                |
| شواك                   | Acanthosis                   |
| حؤول                   | Metaplasia                   |
| العدلة                 | Neutrophils                  |
| خلل التنسج / ثدن       | Dysplasia                    |